# Scatophila carinata
Scatophila carinata är en tvåvingeart som beskrevs av Sturtevant och Wheeler 1954. Scatophila carinata ingår i släktet Scatophila och familjen vattenflugor. Inga underarter finns listade i Catalogue of Life.